# カツピロ
カツピロ は、日本の漫画家。大阪府出身。旧ペンネーム、田村カツピロ。映画ライターや漫画専門学校講師もしている。

## 来歴
1992年に『週刊ヤングジャンプ』（集英社）で連載された「パンピーパンピー」でデビュー。15年ほど世間に受け入れられず、ライター業で働く。4コマ漫画誌に活動拠点を移し、2007年から『まんがくらぶ』（竹書房）で「手のりおかん」を連載。
ネタを思いつくことが出来ず、身内の話を執筆する決意をし、親戚の暴力団員と生活していたという幼少期の経験を描いたコミックエッセイ「身内に（ヤ）がおりましてん」を2011年に出版。以降は『本当にあった(生)ここだけの話』、『本当にあった愉快な話』などの実話漫画誌を拠点に、裏社会ものやアングラものルポ漫画や芸能ゴシップ漫画などを主に発表。表紙のイラストも担当する。

## 作風
ほんわかしたイラストで、コメディタッチな作品を描く。

## 作品リスト

### 書籍
- パンピーパンピー（『週刊ヤングジャンプ』連載、1996年 - 1997年刊、ヤングジャンプコミックス愛蔵版、集英社、全3巻） - 田村カツピロ名義
- 手のりおかん（『まんがくらぶ』2007年7月号ゲスト、2007年9月号 - 2010年5月号連載、2008年[7] - 刊、バンブーコミックス、竹書房、既刊1巻）
- 身内に（ヤ）がおりましてん（2011年2月[5] - 2014年12月[8]刊、バンブーコミックスエッセイセレクション、竹書房、全4巻）
- マンガにしてみた（バンブーコミックスエッセイセレクション、竹書房）
  - ヤクザから聞いた話がおもしろすぎるんでマンガにしてみた（2016年9月15日発売[9]、ISBN 978-4-8019-0853-6）
  - ヤクザと極妻から聞いた話がおもしろすぎるんでマンガにしてみた（2018年4月19日発売[10]、ISBN 978-4-8019-1450-6）
  - 経歴が黒すぎてテレビには出られない人たちの話をマンガにしてみた（2019年12月26日発売[11]、ISBN 978-4-8019-2119-1）

### 電子書籍限定
- 漫画より漫画家のほうが漫画だったという漫画（2019年2月、ナンバーナイン）